# Wilno-Suwałki
Wilno-Suwałki (niem. Verwaltungsbezirk Wilna-Suwalki) – okręg administracyjny utworzony 1 maja 1916 r. w ramach zarządu Ober-Ost na okupowanych przez wojska niemieckie obszarach dawnej guberni wileńskiej i suwalskiej z połączenia dotychczasowych okręgów Wilno i Suwałki. 16 marca 1917 r. został połączony z okręgiem Litwa w jeden okręg Litwa z siedzibą w Wilnie.